# Naruto: Ninja Council
Naruto: Ninja Council, conocido en Japón como Naruto: Ninjutsu Zenkai! Saikyō Ninja Daikesshū (ＮＡＲＵＴＯ－ナルト- 忍術全開! 最強忍者大結集?), es un juego de acción para la Game Boy Advance basado en el popular manga Naruto. Su salida en el mercado estadounidense fue a principios del 2006. El juego fue desarrollado por Tomy.

## Temática
El argumento del juego está basado en el manga de Naruto y los personajes seleccionables en un principio son Naruto y Sasuke. Es un juego de acción con tintes de plataforma.

## Desarrollo y objetivos del juego
En el juego debemos acabar con todos nuestros rivales que van desde pequeños ninjas hasta los peores enemigos, pasando por animales. En el juego podemos utilizar los famosos sellos de los personajes que están divididos en tres niveles de poder, así como los también famosos shurikens y demás objetos ninja.
Cada nivel tiene un enemigo final que son los personajes de la serie como Rock Lee.

## Otros juegos de la serie
- Naruto: Konoha Senki
- Naruto RPG: Uketsugareshi Hi no Ishi
- Naruto: Saikyou Ninja Daikesshu 2
- Naruto: Saikyou Ninja Daikesshu 3

## Curiosidades
Entre los sellos de Naruto podemos encontrar el sello del harén en el que Naruto se transforma en una chica desnuda.
Si somos capaces de acabar el juego tanto con Naruto como con Sasuke; Kakashi será seleccionable como personaje jugable.